# Elophos robusta
Elophos robusta är en fjärilsart som beskrevs av Eugen Wehrli 1922. Elophos robusta ingår i släktet Elophos och familjen mätare. Inga underarter finns listade i Catalogue of Life.